# Harvest Moon (SNES)
Harvest Moon (牧場物語 Bokujō Monogatari?, Farmsaga) är en jordbrukssimulator och ett rollspel som släpptes till Super Nintendo 1996 i Japan och 1997 i Nordamerika. Det är det första i en rad av Harvest Moon-spel, alla skapade av spelföretaget Natsume.
En PAL-version av spelet lanserades tidigt 1998 i Australien, Frankrike och Tyskland.
Spelets släpptes till Nintendo Wiis Virtual Console den 4 januari 2008 i Europa och den 11 februari 2008 i Nordamerika, till ett pris av 800 Wii-poäng.

## Mottagande
Med undantag från HonestGamers, som gav Harvest Moon 3 av 10 i betyg, så har spelet i huvudsak fått positiv kritik och har en samlad rankning hos Gamerankings på 69,52%.
När Harvest Moon släpptes till Virtual Console, gav IGN spelet 8,5 i betyg och lovordade spelets alltjämt bedårande 16-bitars grafik och beroendeframkallande spelstil.